# Elecciones federales de México de 1857
Las elecciones federales de México de 1857 se llevaron a cabo en dos jornadas, las elecciones primarias el 28 de junio de 1857 y las elecciones secundarias el 13 de julio de 1857, en ellas se eligieron los siguientes cargos de elección popular:
- Presidente de México. Jefe de Estado y de Gobierno, electo por un periodo de 4 años, con posibilidad de reelección inmediata, para cubrir el periodo 1857 - 1861 y del que tomaría posesión el 1 de diciembre de 1857. El candidato electo fue Ignacio Comonfort.
- Presidente de la Suprema Corte de Justicia. Miembro de la Suprema Corte de Justicia de la Nación, máximo tribunal Constitucional de los Estados Unidos Mexicanos; encargado de presidirla, así como sustituto constitucional del presidente, electo para el mismo periodo. El candidato electo fue Benito Juárez.

## Ley electoral de 1857
Después de la promulgación de la constitución de 1857 se pretendió la implementación de un método de elección más democrático en México, para lo cual se redujo la distancia entre el pueblo y sus representantes. La ley electoral implementó la elección universal e indirecta de primer grado, con voto público y mayoría relativa en las elecciones primarias, secreto y de mayoría absoluta para las elecciones secundarias. Las elecciones primarias serían celebradas el último domingo de junio, en ellas tendrían oportunidad de votar todos los ciudadanos varones mayores de 21 años si eran soltero, y mayores de 18 años si eran casados. En éstas se elegían a los miembros del colegio electoral que tendrían derecho a votar en las elecciones secundarias, éstas se celebrarían el lunes siguiente al segundo domingo de julio, en el caso de la elección de presidente de la república. El colegio electoral en 1857 estaba compuesto por 80 electores, de cada uno de los 155 distritos electorales en los que se dividía el país, arrojando un total de 12,400 electores potenciales.
En caso de que ninguno de los candidatos a presidente obtuviera la mayoría absoluta de los electores, la elección quedaba en manos de la Cámara de Diputados.

## Presidente
|  | 92.67 % |

|  | 7.33 % |

|  | 100.00 % |